# Кејпс струја
Кејпс струја је противток хладне струје, која настаје у летњој половини године и креће се уз саму обалу Западне Аустралије, насупрот Лувин струји. Креће се између ртова Лувин и Натуралиста, по чему је и добила своје име.